# Daniel de Sousa Brito
Daniel de Sousa Brito (Barra do Garças, 6 maggio 1994) è un calciatore brasiliano, portiere dei S.J. Earthquakes.

## Carriera
Cresciuto nel settore giovanile dell'Internacional, debutta in prima squadra il 13 maggio 2017 in occasione dell'incontro di Série B vinto 3-0 contro il Londrina.

## Statistiche
Statistiche aggiornate al 28 giugno 2021.

### Presenze e reti nei club
| Stagione        | Squadra         | Campionato      | Campionato | Campionato | Coppe nazionali | Coppe nazionali | Coppe nazionali | Coppe continentali | Coppe continentali | Coppe continentali | Altre coppe | Altre coppe | Altre coppe | Totale | Totale | Totale |
| Stagione        | Squadra         | Comp            | Pres       | Reti       | Comp            | Pres            | Reti            | Comp               | Pres               | Reti               | Comp        | Pres        | Reti        | Pres   | Reti   |        |
| --------------- | --------------- | --------------- | ---------- | ---------- | --------------- | --------------- | --------------- | ------------------ | ------------------ | ------------------ | ----------- | ----------- | ----------- | ------ | ------ | ------ |
| 2017            | Internacional   | PD/RS+B         | 0+3        | 0          | CB              | 1               | 0               |                    | -                  | -                  |             | -           | -           | 4      | 0      |        |
| 2018            | Internacional   | PD/RS+A         | 0+1        | 0          | CB              | 0               | 0               |                    | -                  | -                  |             | -           | -           | 1      | 0      |        |
| 2019            | Internacional   | PD/RS+A         | 3+0        | 0          | CB              | 0               | 0               | CL                 | 0                  | 0                  |             | -           | -           | 3      | 0      |        |
| 2020            | Internacional   | PD/RS+A         | 0+1        | 0          | CB              | 0               | 0               | CL                 | 0                  | 0                  |             | -           | -           | 1      | 0      |        |
| 2021            | Internacional   | PD/RS+A         | 5+5        | 0          | CB              | 2               | 0               | CL                 | 0                  | 0                  |             | -           | -           | 12     | 0      |        |
| Totale carriera | Totale carriera | Totale carriera | 18         | 0          |                 | 3               | 0               |                    | -                  | -                  |             | -           | -           | 21     | 0      |        |